# Gouvernement de l'Acadie
Le gouvernement de l'Acadie est l'une des cinq divisions administratives de la Nouvelle-France.